# Arbent
Arbent [aʁbɑ̃] est une commune française située dans le département de l'Ain, en région Auvergne-Rhône-Alpes. Elle constitue une banlieue nord-est d'Oyonnax.

## Géographie

### Localisation
La commune d'Arbent se situe à l'extrême nord du département de l'Ain, à la limite nord du Haut-Bugey. Elle est située dans le massif du Jura, à la porte du parc naturel régional du Haut-Jura.

### Communes limitrophes
Les communes limitrophes sont  Dortan, Oyonnax, Viry et Échallon.

Représentations cartographiques de la commune
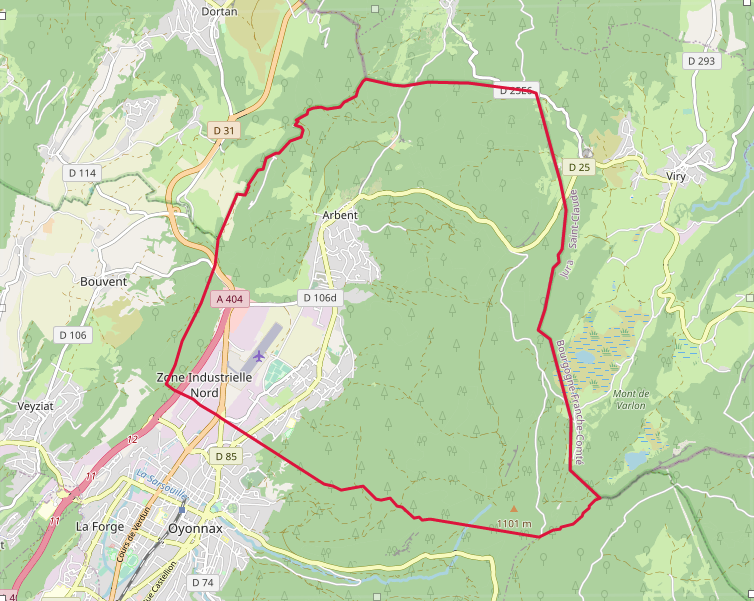
Carte OpenStreetMap.
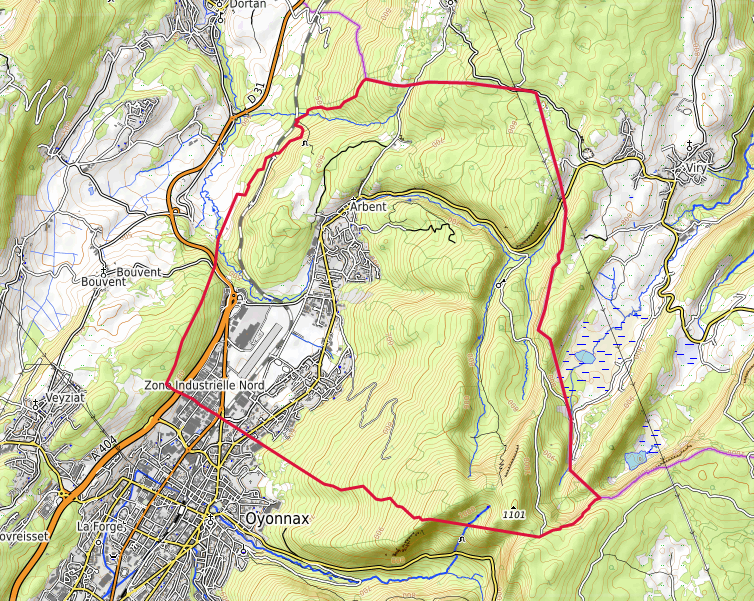
Carte topographique.

### Climat
Pour des articles plus généraux, voir Climat d'Auvergne-Rhône-Alpes et Climat de l'Ain.
En 2010, le climat de la commune est de type climat de montagne, selon une étude du CNRS s'appuyant sur une série de données couvrant la période 1971-2000. En 2020, Météo-France publie une typologie des climats de la France métropolitaine dans laquelle la commune est exposée à un climat de montagne ou de marges de montagne et est dans la région climatique Jura, caractérisée par une forte pluviométrie en toutes saisons (1 000 à 1 500 mm/an), des hivers rigoureux et un ensoleillement médiocre.
Pour la période 1971-2000, la température annuelle moyenne est de 9,5 °C, avec une amplitude thermique annuelle de 16,8 °C. Le cumul annuel moyen de précipitations est de 1 595 mm, avec 12,6 jours de précipitations en janvier et 9,4 jours en juillet. Pour la période 1991-2020, la température moyenne annuelle observée sur la station météorologique installée sur la commune est de 10,0 °C et le cumul annuel moyen de précipitations est de 1 495,5 mm,. Pour l'avenir, les paramètres climatiques de la commune estimés pour 2050 selon différents scénarios d'émission de gaz à effet de serre sont consultables sur un site dédié publié par Météo-France en novembre 2022.
| Mois                                  | jan.           | fév.           | mars           | avril        | mai           | juin          | jui.          | août         | sep.          | oct.          | nov.           | déc.           | année      |
| ------------------------------------- | -------------- | -------------- | -------------- | ------------ | ------------- | ------------- | ------------- | ------------ | ------------- | ------------- | -------------- | -------------- | ---------- |
| Température minimale moyenne (°C)     | −2,9           | −3,5           | −0,9           | 2,3          | 6,2           | 9,9           | 11,5          | 10,9         | 8             | 5,5           | 0,9            | −2,5           | 3,8        |
| Température moyenne (°C)              | 1,6            | 2              | 5,5            | 9,5          | 12,9          | 17            | 18,9          | 18,1         | 15            | 11,4          | 5,9            | 2,1            | 10         |
| Température maximale moyenne (°C)     | 6,1            | 7,5            | 12             | 16,7         | 19,6          | 24            | 26,3          | 25,3         | 21,9          | 17,3          | 11             | 6,7            | 16,2       |
| Record de froid (°C) date du record   | −19,5 18.01.17 | −24,1 05.02.12 | −23,9 01.03.05 | −10 08.04.21 | −4,9 06.05.19 | −0,6 03.06.06 | 2,6 23.07.12  | 2,6 31.08.06 | −1,8 22.09.08 | −6,7 15.10.09 | −14,8 27.11.10 | −23,4 30.12.05 | −24,1 2012 |
| Record de chaleur (°C) date du record | 17,7 01.01.23  | 22,1 24.02.21  | 25,1 31.03.21  | 28 30.04.05  | 32,6 24.05.09 | 37,1 27.06.19 | 39,2 24.07.19 | 38 24.08.23  | 33,1 10.09.23 | 29,1 02.10.23 | 23,9 02.11.20  | 18,7 31.12.22  | 39,2 2019  |
| Précipitations (mm)                   | 129            | 114            | 126,7          | 112,8        | 138,4         | 113,9         | 116,5         | 123,6        | 98,6          | 129,8         | 133,7          | 158,5          | 1 495,5    |

## Urbanisme

### Typologie
Au 1er janvier 2024, Arbent est catégorisée ceinture urbaine, selon la nouvelle grille communale de densité à 7 niveaux définie par l'Insee en 2022.
Elle appartient à l'unité urbaine d'Oyonnax, une agglomération intra-départementale dont elle est une commune de la banlieue,. Par ailleurs la commune fait partie de l'aire d'attraction d'Oyonnax, dont elle est une commune de la couronne,. Cette aire, qui regroupe 40 communes, est catégorisée dans les aires de 50 000 à moins de 200 000 habitants,.

### Occupation des sols

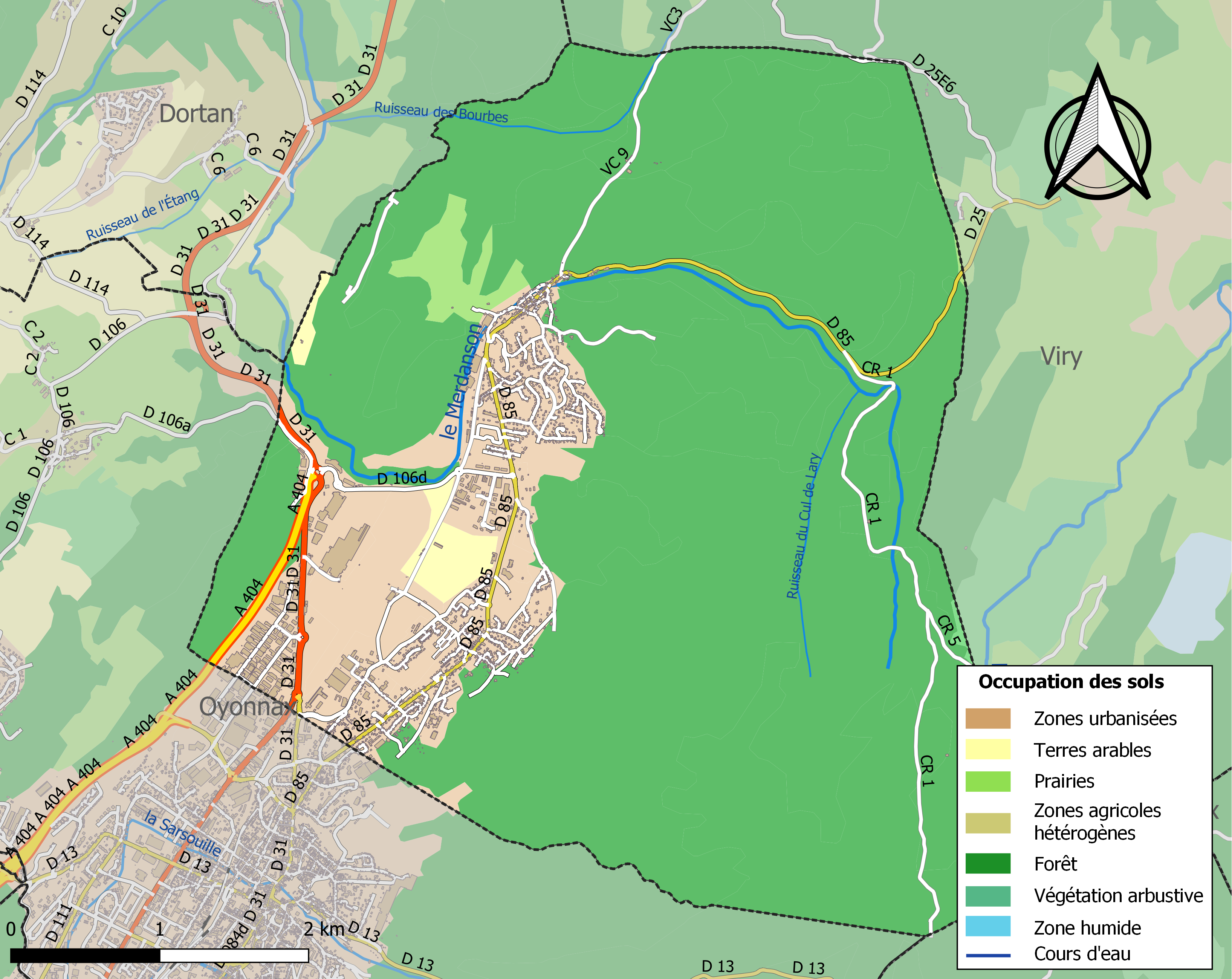
Carte des infrastructures et de l'occupation des sols de la commune en 2018 (CLC).

L'occupation des sols de la commune, telle qu'elle ressort de la base de données européenne d’occupation biophysique des sols Corine Land Cover (CLC), est marquée par l'importance des forêts et milieux semi-naturels (80,7 % en 2018), une proportion sensiblement équivalente à celle de 1990 (81,5 %). La répartition détaillée en 2018 est la suivante : 
forêts (80,7 %), zones urbanisées (7,8 %), zones industrielles ou commerciales et réseaux de communication (6 %), espaces verts artificialisés, non agricoles (2,5 %), prairies (1,7 %), terres arables (1,3 %), milieux à végétation arbustive et/ou herbacée (0,1 %).
L'évolution de l’occupation des sols de la commune et de ses infrastructures peut être observée sur les différentes représentations cartographiques du territoire : la carte de Cassini (XVIIIe siècle), la carte d'état-major (1820-1866) et les cartes ou photos aériennes de l'IGN pour la période actuelle (1950 à aujourd'hui).

#### Morphologie urbaine
La commune d'Arbent est divisée en deux agglomérations. Celle d'Arbent se trouve à limite du département du Jura au nord. Elle est le lieu d'implantation de la mairie. À deux kilomètres au sud se trouve Marchon, elle est accolée à la commune d'Oyonnax.

#### Logement
Le nombre total de logements dans la commune est de 1 182. Parmi ces logements, 96,4 % sont des résidences principales, 1,2 % sont des résidences secondaires et 2,5 % sont des logements vacants. Ces logements sont pour une part de 60,1 % des maisons individuelles, 37,6 % sont d'autre part des appartements et enfin seulement 2,3 % sont des logements d'un autre type. Le nombre d'habitants propriétaires de leur logement est de 57,1 %. Ce qui est supérieur à la moyenne nationale qui se monte à près de 55,3 %. En conséquence, le nombre de locataires est de 39,5 % sur l'ensemble des logements qui est inversement inférieur à la moyenne nationale qui est de 39,8 %. On peut noter également que 3,4 % des habitants de la commune sont des personnes logées gratuitement alors qu'au niveau de l'ensemble de la France le pourcentage est de 4,9 %. Toujours sur l'ensemble des logements de la commune, 1,3 % sont des studios, 9,7 % sont des logements de deux pièces, 19 % en ont trois, 30,2 % des logements disposent de quatre pièces, et 39,9 % des logements ont cinq pièces ou plus.

### Voies de communication et transports

#### Transports en commun
Une ligne de bus du réseau Duobus circule régulièrement dans la commune. La ligne permet de rejoindre Oyonnax.
Une gare a existé dans la commune, mais la proximité d'Oyonnax en a provoqué son désintérêt et sa fermeture. En effet, Arbent est située sur la ligne Andelot-en-Montagne - La Cluse.

#### Transports aériens
La commune dispose d'un aérodrome partagé avec la commune d'Oyonnax. Celui-ci peut accueillir des hélicoptères et des avions d'affaires, mais est surtout utilisé par l'aéroclub Jean-Coutty pour le loisir et la formation de pilote. Il est à noter qu'un meeting aérien y est organisé chaque année.

## Toponymie
Le nom de la localité est attesté sous la forme de Albenco en 1158, Albeins en 1250.[réf. nécessaire]
Ce toponyme est à relier à la couleur du sol. Ici, Arbent rappellerait un lieu dont le sol devait être de couleur « blanchâtre »[réf. incomplète]. Une recherche sur la commune d'Arbent permet de découvrir qu'un affleurement de calcaires récifaux qui sont de couleur blanche ou crème et existent dans la forêt de Marchon, dépendante de la commune. Cet affleurement est classé réserve géologique.

## Histoire
La seigneurie d’Arbent a appartenu aux comtes de Bourgogne et aux sires de Thoire-Villars, qui en firent bâtir le château fort, puis par les de Chalant, de Châteauvieux, de la Guiche, de Dortan, Gauthier ; en 1789 elle appartenait à Louis Claret de la Tourrette.
Pendant la guerre de Dix Ans, le 15 janvier 1637, Arbent est conquis par les troupes comtoises lors de leur offensive en Bugey.

## Politique et administration

### Administration municipale
Le conseil municipal de la commune est composé de 23 conseillers municipaux. L'exécutif est constitué du maire, Philippe Cracchiolo chargé également des finances et de six adjoints ayant chacun une charge définie. Le 1er adjoint est chargé des affaires sociales et du logement. On trouve ensuite un adjoint chargé de l'éducation. Il y a un adjoint chargé des travaux en relation avec les services techniques. Il y a aussi un chargé de la communication,une conseillère municipale déléguée à l'environnement et la forêt, et enfin un chargé des sports et des associations.

### Liste des maires
Liste de l'ensemble des maires qui se sont succédé à la mairie de la commune :
| Période                                  | Période  | Identité                     | Étiquette | Qualité |
| ---------------------------------------- | -------- | ---------------------------- | --------- | --- |
| 1926                                     | 1953     | Marcel Gaget (1926-1953)     |           | Plus jeune maire de France. Mort d'une leucémie. Un stade de la commune porte son nom.                                                 |
| Les données manquantes sont à compléter. |          |                              |           | |
| 1983                                     | 1991     | Maurice Nicod                |           | Colonel |
| Les données manquantes sont à compléter. |          |                              |           | |
| 1993                                     | 2001     | André Minery                 |           | |
| 2001                                     | 2020     | Liliane Maissiat (1944- )    | UMP-LR    | Cadre administratif et financier retraitée Conseillère départementale du canton d'Oyonnax (depuis 2015) Député suppléant (2012 → 2017) |
| juin 2020                                | En cours | Philippe Cracchiolo (1956- ) | LR        | Retraité Conseiller régional d'Auvergne-Rhône-Alpes (depuis 2015) Vice-président de Haut-Bugey Agglomération (depuis 2020)             |
| Les données manquantes sont à compléter. |          |                              |           | |

### Politique environnementale
La commune d'Arbent comporte sur son territoire la réserve naturelle régionale du récif fossile de Marchon - Christian Gourrat, créée le 6 mars 2015 et qui s'étend sur 0,1 ha.

### Jumelages
La ville de Arbent n'est jumelée avec une autre commune à l'heure actuelle. 

## Population et société

### Démographie
Les habitants sont nommés les Arbanais et les habitantes les Arbanaises.
L'évolution du nombre d'habitants est connue à travers les recensements de la population effectués dans la commune depuis 1793. Pour les communes de moins de 10 000 habitants, une enquête de recensement portant sur toute la population est réalisée tous les cinq ans, les populations de référence des années intermédiaires étant quant à elles estimées par interpolation ou extrapolation. Pour la commune, le premier recensement exhaustif entrant dans le cadre du nouveau dispositif a été réalisé en 2007.

En 2022, la commune comptait 3 482 habitants, en évolution de +3,05 % par rapport à 2016 (Ain : +5,15 %, France hors Mayotte : +2,11 %).
| 1793 | 1800 | 1806 | 1821 | 1831  | 1836  | 1841 | 1846  | 1851  |
| ---- | ---- | ---- | ---- | ----- | ----- | ---- | ----- | ----- |
| 696  | 801  | 842  | 941  | 1 048 | 1 023 | 971  | 1 025 | 1 025 |

| 1856 | 1861 | 1866 | 1872 | 1876 | 1881 | 1886 | 1891 | 1896 |
| ---- | ---- | ---- | ---- | ---- | ---- | ---- | ---- | ---- |
| 932  | 947  | 852  | 885  | 870  | 752  | 852  | 775  | 750  |

| 1901 | 1906 | 1911 | 1921 | 1926 | 1931 | 1936 | 1946 | 1954 |
| ---- | ---- | ---- | ---- | ---- | ---- | ---- | ---- | ---- |
| 791  | 850  | 822  | 792  | 919  | 961  | 829  | 794  | 864  |

| 1962  | 1968  | 1975  | 1982  | 1990  | 1999  | 2006  | 2007  | 2012  |
| ----- | ----- | ----- | ----- | ----- | ----- | ----- | ----- | ----- |
| 1 035 | 1 255 | 1 400 | 2 766 | 3 369 | 3 610 | 3 464 | 3 443 | 3 440 |

| 2017  | 2022  | - | - | - | - | - | - | - |
| ----- | ----- | - | - | - | - | - | - | - |
| 3 367 | 3 482 | - | - | - | - | - | - | - |

### Enseignement
- Collège Jean-Rostand à Marchon classé en ambition réussite.

### Sports
En 2019, le club local de Rugby à XIII fauteuil , les « Dahus d'Arbent » remporte le Championnat Élite 2 de cette forme dérivée du rugby à XIII.
Le club élimine d'abord Apt en demi-finale et bat en finale le Stade toulousain sur le score de 59 à 52.

### Médias
Le journal Le Progrès propose une édition locale aux communes du Haut-Bugey. Il parait du lundi au dimanche et traite des faits divers, des événements sportifs et culturels au niveau local, national, et international.
Le journal La Voix de l’Ain est un hebdomadaire qui propose des informations locales pour les différentes régions du département de l'Ain.
La chaîne France 3 Rhône Alpes Auvergne est disponible dans la région.

## Économie

### Revenus de la population et fiscalité
Selon l'enquête de l'INSEE en 1999, les revenus moyens par ménage sont de l'ordre de 22 015 euros par an, alors que la moyenne nationale est de 15 027 euros par an. Il n'y a pas de redevables de l'impôt de solidarité sur la fortune (ISF) à Nantua.

### Emploi
La population d'Arbent se répartit en 48,2 % d'actifs, ce qui est supérieur aux 45,2 % d'actifs de la moyenne nationale, et 10,5 % de retraités, un chiffre inférieur au 18,2 % national. On dénombre également 30,5 % de jeunes scolarisés et 10,8 % d'autres personnes sans activité.
Le taux d'activité de la population des 20 à 59 ans d'Arbent est de 85 %, avec un taux de chômage de 9 %, en 1999, donc bien inférieur à la moyenne nationale de 12,9 % de chômeurs.
Répartition des emplois par domaine d'activité
|                             | Agriculteurs | Artisans, commerçants, chefs d'entreprise | Cadres, professions intellectuelles | Professions intermédiaires | Employés | Ouvriers |
| --------------------------- | ------------ | ----------------------------------------- | ----------------------------------- | -------------------------- | -------- | -------- |
| Arbent                      | 0 %          | 7,2 %                                     | 7,4 %                               | 18,3 %                     | 16,3 %   | 50,8 %   |
| Moyenne nationale           | 2,4 %        | 6,4 %                                     | 12,1 %                              | 22,1 %                     | 29,9 %   | 27,1 %   |
| Sources des données : INSEE |              |                                           |                                     |                            |          |          |

### Entreprises de l'agglomération
Les activités de plasturgie initiées au début des années 1950 par la dynamique industrielle des nouvelles matières plastiques développées à Oyonnax, sont depuis majoritaires, pourvoyeuses d'emplois occupés par  des habitants de cette commune de l'Ain et des alentours, dont Arbent, ainsi que par une forte population d'immigrés venus des pays européens voisins et au-delà tant la ressource en emplois était importante.
Auparavant les activités agricoles et forestières dominaient, notamment par les exploitations forestières, les scieries, le travail du bois pour divers articles de consommation, d'outillages etc.
Il ne subsiste de nos jours (2020) qu'une seule activité du bois, une scierie fabrique de palettes industrielles, témoin principal du passé révolu.

## Culture et patrimoine

### Lieux et monuments
- Église Saint-Laurent d'Arbent. Elle fait l’objet d’une inscription au titre des monuments historiques depuis le 7 juin 1988[25].
- Chapelle Saint-Oyen.
- Prieuré d'Arbent.
- Au sud du bourg, derrière le cimetière, ruines d’un vieux monastère.
- Fresque d'Arbent qui représente des personnalités de la commune[26].

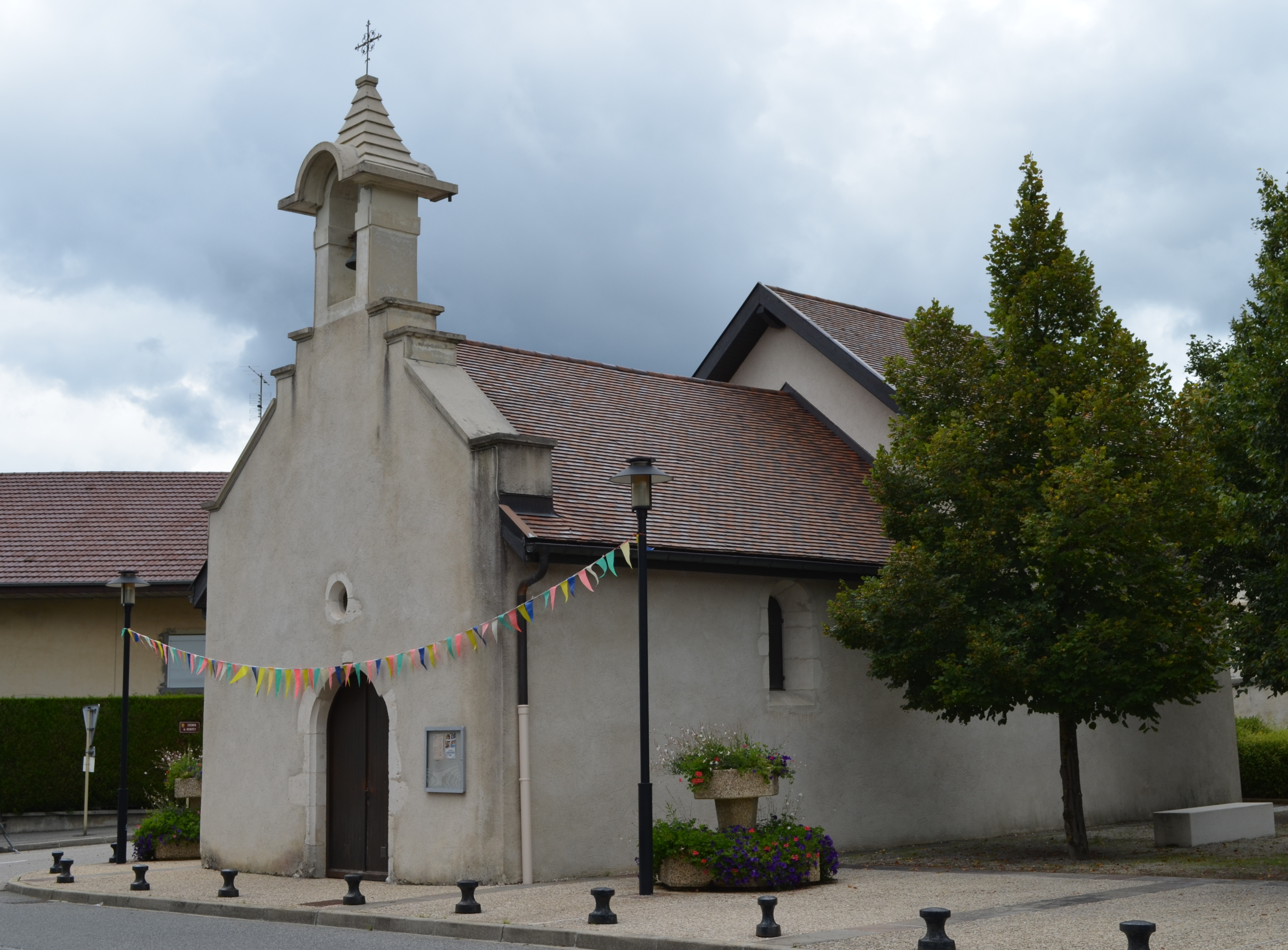
Chapelle Saint-Oyen.
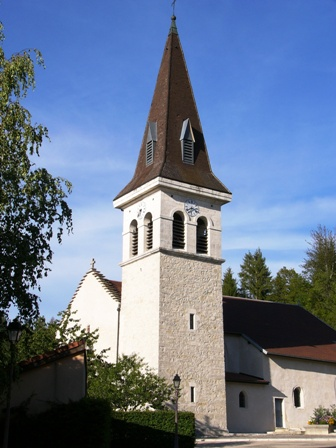
Église Saint-Laurent.
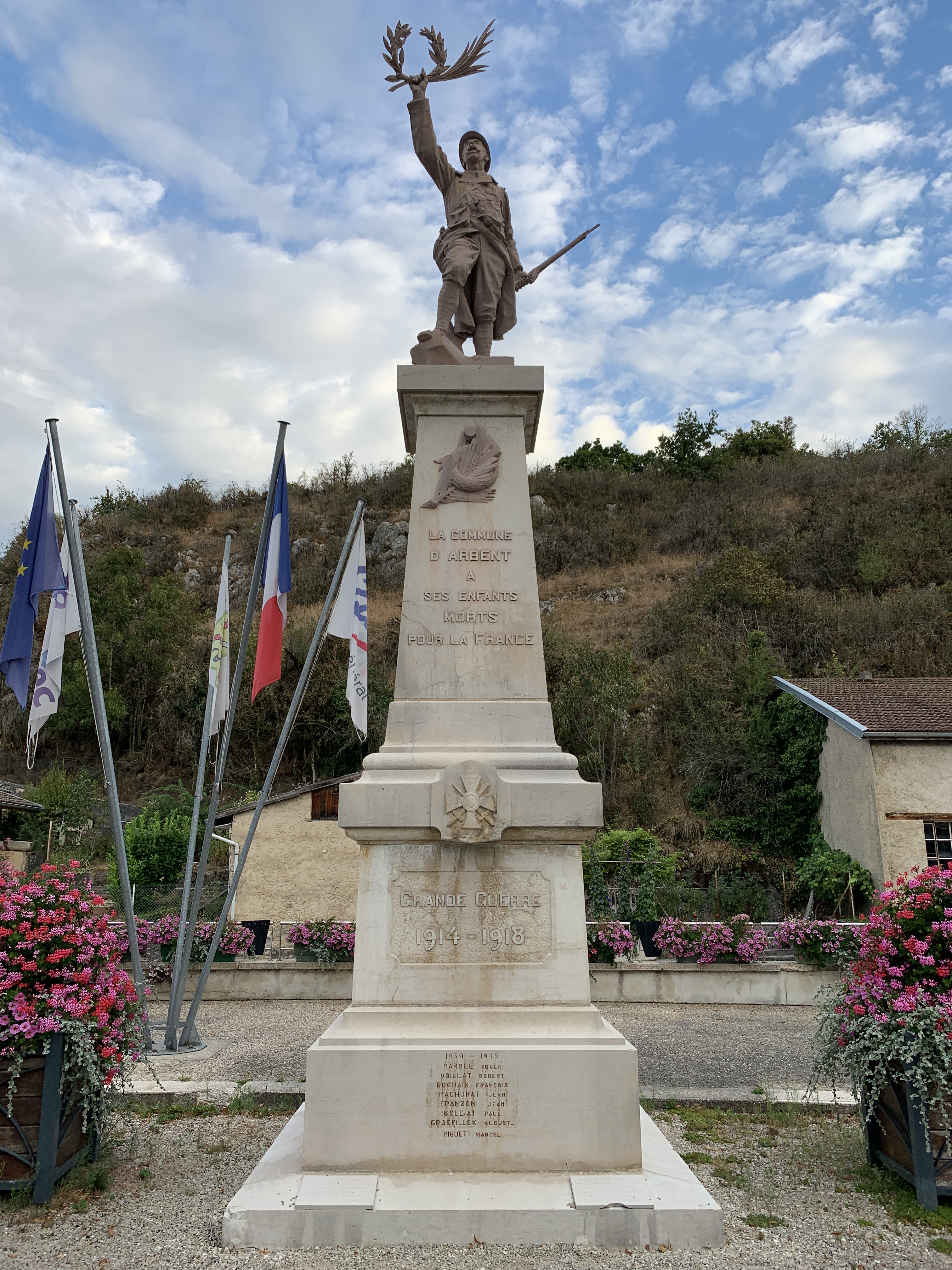
Monument aux morts.

### Héraldique
| Blason de Arbent | Blason  | D'or à un gousset alésé d'argent* soutenu d'un compas à branches courbes renversé de sable, et à deux couteaux d'argent emmanchés de gueules passés en sautoir, liés d'or, brochant sur le tout. |
| Blason de Arbent | Détails | * Il y a là non-respect de la règle de contrariété des couleurs : ces armes sont fautives (superposer de l'argent sur de l'or est fautif).                                                       |

### Personnalités liées à la commune
- Louis Aleman, cardinal français du XVe siècle.
- Le général Andréa (1871-1964)[27], militaire et écrivain français du XXe siècle, auteur de La Révolte druze et l’insurrection de Damas, Éd. Payot, 1937.

### Espaces verts et fleurissement
En 2014, la commune obtient le niveau « deux fleurs » au concours des villes et villages fleuris.